# وادي وساع
وادي وساع أحد أودية مركز وساع الذي يتبع محافظة هروب الواقعة بمنطقة جازان جنوب غرب المملكة العربية السعودية. يحتوي الوادي على سد يسمى سد وساع، وهو يتبع لمديرية المياه بجازان. يبلغ طول الوادي 150 كيلو متر، ويبلغ عرضه التقريبي 200 متر.